# Föhr-Amrum
Föhr-Amrum es un Amt del distrito de Frisia Septentrional, en Schleswig-Holstein, Alemania, que cubre las islas de Föhr y Amrum en su totalidad. El ayuntamiento de Föhr-Amrum se encuentra en la capital insular Wyk auf Föhr.

## Historia
El Amt de Föhr-Amrum fue establecido el 1 de enero de 2007 como parte del plan de reformas en la división regional de partes Schleswig-Holstein, uniendo los dos Ämter (plural de Amt) Föhr-Land/Amrum y Wyk.

## Poblaciones
El Amt Föhr-Amrum engloba los siguientes Gemeinde ("comunas" o pequeñas poblaciones):

#### Gemeindede Föhr
- Alkersum
- Borgsum
- Dunsum
- Midlum
- Nieblum
- Oevenum
- Oldsum
- Süderende
- Utersum
- Witsum
- Wrixum
- Wyk auf Föhr

#### Gemeindede Amrum
- Nebel
- Norddorf
- Wittdün